# Drummondville
Drummondvillle é uma cidade do Canadá, localizada na província de Quebec. Sua área é de 71,33 km², e sua população é de 74 940 habitantes (segundo o censo nacional de 2015).